# Tipula (Pterelachisus) leucosema
Tipula (Pterelachisus) leucosema is een tweevleugelige uit de familie langpootmuggen (Tipulidae). De soort komt voor in het Oriëntaals gebied.